# Lưu Vũ Chu
Lưu Vũ Chu (giản thể: 刘武周; phồn thể: 劉武周; bính âm: Líu Wǔzhōu, ? - 622?) là một thủ lĩnh nổi dậy chống lại quyền cai trị của triều Tùy. Ông được Đông Đột Quyết lập làm khả hãn, tự xưng đế, song ban đầu chỉ kiểm soát được khu vực nay là bắc bộ Sơn Tây và một số bộ phận nay thuộc trung bộ Nội Mông. Tuy nhiên, sau khi Lý Uyên lập ra triều Đường vào năm 618, Lưu Vũ Chu đã chiếm được khu vực Thái Nguyên trong một thời gian ngắn vào năm 619 với sự hỗ trợ của Đông Đột Quyết. Năm 620, hoàng tử Lý Thế Dân đã phản công, tái chiếm Thái Nguyên và tiếp tục công chiếm đô thành Mã Ấp của Lưu Vũ Chu, buộc Lưu Vũ Chu phải chạy trốn đến Đột Quyết. Đến khi Lưu Vũ Chu cố gắng chạy về Mã Ấp, Đông Đột Quyết đã xử tử ông.

## Lập quốc ở Định Dương
Gia tộc của Lưu Vũ Chu có nguồn gốc từ quận Hà Gian (河間, nay gần tương ứng với Bảo Định, Hà Bắc). Đến đời cha ông là Lưu Khuông (劉匡) thì gia đình di cư đến Mã Ấp (馬邑, nay thuộc Sóc Châu, Sơn Tây). Mẹ của Lưu Vũ Chu mang họ Triệu. Lưu Vũ Chu là người kiêu dũng, giỏi bắn cung, ông thường giành thì giờ giao hảo với hào kiệt. Kì huynh Lưu Sơn Bá (劉山伯) thấy vậy không hài lòng, và quở trách, "Mày không chọn người mà giao du, kết cục sẽ diệt tộc đó." Do đó, Lưu Vũ Chu rời khỏi gia đình và đến đông đô Lạc Dương, tại đây Lưu Vũ Chu phụng sự dưới trướng của thái bộc Dương Nghĩa Thần. Đến khi Tùy Dạng Đế tiến hành chiến dịch tiến công Cao Câu Ly, Lưu Vũ Chu lập được quân công nên được phong làm hiệu úy.
Lưu Vũ Chu sau đó trở về gia đình và giữ chức Ưng Dương phủ hiệu úy. Khi đó, thái thú Vương Nhân Cung (王仁恭) là một kẻ tham ô và không chăm lo cho dân nghèo, ông ta ấn tượng với danh tiếng của Lưu Vũ Chu trong quận, vì thế đã cho Lưu Vũ Chu thống lĩnh đội quân canh gác cho mình. Tuy nhiên, Lưu Vũ Chu lại tư thông với một thị nhi (nữ tì) của Vương Nhân Cung, ông sợ sự việc nếu bại lộ thì sẽ bị trừng phạt. Do đó, Lưu Vũ Chu nghĩ ra kế nói với người trong quận rằng Vương phủ doãn đóng kho lương không thương xót bách tính đói khổ, dân chúng bị kích động nên đều trở nên phẫn uất. Sau đó, Lưu Vũ Chu cáo bệnh, song khi hào kiệt làng xóm đến thăm hỏi, ông lại thiết tiệc họ và tuyên bố ý định muốn nổi dậy, các hào kiệt đều đồng ý theo ông.
Vào mùa xuân năm 617, ông cùng Trương Vạn Tuế (張萬歲) và hơn 10 người khác chờ lúc Vương Nhân Cung thị sự, chém chết Vương Nhân Cung. Người dân trong quận quy phục, và ông mở kho phát chẩn lương thực cho người nghèo khổ. Lưu Vũ Chu tập hợp được khoảng một vạn lính và tự xưng là thái thú, khiển sứ đến Đông Đột Quyết xin nương cậy.
Các quan lại ở quận Nhạn Môn (雁門, nay gần tương ứng với Hãn Châu, Sơn Tây) lân cận là Trần Hiếu Ý (陳孝意) và Vương Trí Biện (王智辯) đã đem quân tiến công Lưu Vũ Chu. Lưu Vũ Chu hợp quân với Đông Đột Quyết chống trả, giết chết Vương Trí Biện và buộc Trần Hiếu Ý phải chạy trốn. Trần Hiếu Ý chạy về Nhạn Môn, bị bộ nhân giết chết, dâng thành hàng Lưu Vũ Chu. Sau đó, Lưu Vũ Chu chiếm quận Lâu Phiền (樓煩, nay cũng thuộc Hãn châu) và cướp phá Phần Dương cung (汾陽宮) -- một trong nhiều cung điện phụ mà Tùy Dạng Đế cho xây khắp đế quốc—bắt các cung nhân của triều Tùy và giao họ cho Thủy Tất khả hãn A Sử Na Đốt Cát Thế, đổi lại Thủy Tất khả hãn lấy ngựa báo đáp Lưu Vũ Chu. Lưu Vũ Chu công chiếm quận Định Tương (定襄, nay gần tương ứng với Hô Hòa Hạo Đặc, Nội Mông). Thủy Tất khả hãn lập Lưu Vũ Chu làm "Định Dương khả hãn" (Dương là họ của hoàng tộc triều Tùy.) Thủy Tất khả hãn cũng ban lang đầu đạo (cờ đầu sói) cho Lưu Vũ Chu.
Sau đó, Lưu Vũ Chu xưng đế, lập thê là Tự thị làm hoàng hậu, cải niên hiệu là "Thiên Hưng", cho vệ sĩ Dương Bộc Niệm (楊伏念) làm "tả bộc xạ", phong muội tế (em rể) Uyển Quân Chương (苑君璋) làm "nội sử lệnh". Vào mùa xuân năm 619, Thủy Tất khả hãn dường như đã lên kế hoạch tiến hành một cuộc tấn công lớn vào Trung Nguyên, yêu cầu Lưu Vũ Chu và Lương Đế Lương Sư Đô (một thủ lĩnh nổi dậy khác) đến hợp quân, song Thủy Tất khả hãn đã qua đời sớm nên người Đột Quyết đã từ bỏ chiến dịch.

## Chiến dịch chống Đường
Tuy nhiên, Lưu Vũ Chu đã tự mình tiến hành chiến dịch chống Đường vào cuối mùa xuân năm 619, quân Đông Đột Quyết đóng vai trò phụ trợ. Vào mùa hè năm 619, ông tiếp cận Thái Nguyên- khi đó đang do Tề vương Lý Nguyên Cát trấn thủ. Lý Nguyên Cát phái tướng Trương Đạt (張達) đi chống Lưu Vũ Chu, Trương Đạt chỉ được giao một đội quân nhỏ song cũng miễn cưỡng phải đi, kết quả bị Lưu Vũ Chu đánh bại. Trương Đạt oán giận Lý Nguyên Cát nên đã đầu hàng Lưu Vũ Chu và dẫn Lưu Vũ Chu đến chiếm Du Thứ (榆次, nay thuộc Tấn Trung, Sơn Tây). Ngay sau đó, Lưu Vũ Chu bao vây Thái Nguyên. Lý Nguyên Cát ban đầu có thể đẩy lùi được Lưu Vũ Chu, song ngay sau đó Lưu Vũ Chu đã chiếm Thạch châu (石州, nay gần tương ứng với Lữ Lương, Sơn Tây) và Giới châu (介州, nay thuộc Tấn Trung). Tiếp theo, bộ tướng của Lưu Vũ Chu là Hoàng Tử Anh (黃子英) đã đánh bại và bắt được các tướng Đường là Khương Bảo Nghị (姜寶誼) và Lý Trọng Văn (李仲文), song hai tướng này sau lại trốn thoát khỏi doanh trai của Lưu Vũ Chu.
Cùng lúc đó, Lưu Vũ Chu nhận được thêm hỗ trợ từ Tống Kim Cương (宋金剛)- một thủ lĩnh nổi dậy khác. Tống Kim Cương đánh không lại Đậu Kiến Đức nên đã chạy đến chỗ Lưu Vũ Chu, Lưu Vũ Chu cho rằng Tống Kim Cương là một tướng tài nên phong làm Tống Vương và ban cho nhiều phú quý, thậm chí tặng cho Tống Kim Cương một nửa tài sản của mình. Sau đó, Tống Kim Cương đã ly dị với chính thất và kết hôn với muội của Lưu Vũ Chu. Tống Kim Cương sau đó đề xuất với Lưu Vũ Chu rằng trước tiên nên chiếm Tịnh châu (并州, tức Thái Nguyên) và sau đó tiến về phía nam để chiếm thêm đất đai, tìm cách thống nhất Trung Nguyên.
Đường Cao Tổ đã phái hữu bộc dạ Bùi Tịch suất một đội quân lớn đến đánh quân Lưu Vũ Chu. Bùi Tịch tiến đến Giới châu vào mùa thu và bao vây thủ phủ Giới Hưu (介休) do Tống Kim Cương trấn thủ, kết quả chiến bại. Sau trận chiến đó, Lưu Vũ Chu lại tiếp cận Thái Nguyên, Lý Nguyên Cát đã bỏ thành và chạy về Trường An. Sau đó, Lưu Vũ Chu rời đô từ Mã Ấp đến Thái Nguyên. Tống Kim Cương cũng chiếm được Tấn châu (晉州) và Quái châu (澮州)- hai châu này nay thuộc Lâm Phần, Sơn Tây, Bùi Tịch không chống lại được. Đường Cao Tổ sửng sốt và tính đến việc từ bỏ hoàn toàn Hà Đông (tức vùng phía đông Hoàng Hà- tỉnh Sơn Tây ngày nay), song hoàng tử Lý Thế Dân phản đối, tình nguyện dẫn quân đến giao chiến với Lưu Vũ Chu. Đường Cao Tổ sau đó cho Lý Thế Dân suất quân hướng về chỗ Lưu Vũ Chu đóng quân.

## Bại trận và qua đời
Lý Thế Dân vượt Hoàng Hà, song lại từ chối giao chiến với Tống Kim Cương, mục đích là để quân của Tống mệt mỏi. Tuy nhiên, trong lúc này một đồng minh của Lưu Vũ Chu là Lã Sùng Mậu (呂崇茂) tại Hạ huyện (夏縣, nay thuộc Vận Thành, Sơn Tây) bị một cánh quân Đường khác tiến đánh. Lã Sùng Mậu cầu viện Tống Kim Cương, vì thế Tống Kim Cương đã phái Uất Trì Kính Đức và Tầm Tương (尋相) đi đánh cánh quân Đường này, bắt được nhiều tướng lĩnh của Đường. Khi Uất Trì Kính Đức và Tầm Tương cố gắng cứu viện cho một đồng minh khác là Vương Hành Bản (王行本) cũng ở Vận Thành, họ bị Lý Thế Dân đánh bại và buộc phải triệt thoái. Đến mùa xuân năm 620, Lưu Vũ Chu tiến công Lộ châu (潞州, nay gần tương ứng với Trường Trị, Sơn Tây), và thoạt đầu đã đạt được một vài thành công song vẫn không thể chiếm được thành thủ phủ.
Vào mùa hè năm 620, Lý Thế Dân tin rằng quân của Tống Kim Cương đã mệt mỏi nên đã phản công, giao chiến với Tống Kim Cương tại Tước Thử Cốc (雀鼠谷, nay thuộc Tấn Trung), Tống Kim Cương, buộc phải chạy trốn, Uất Trì Kính Đức và Tầm Tương đầu hàng. Lưu Vũ Chu hay tin Tống Kim Cương chiến bại thì từ bỏ Thái Nguyên và chạy trốn đến Đông Đột Quyết. Tống Kim Cương cố gắng tiếp tục tiến đánh quân Đường, song không thể tập hợp thêm binh lính, do đó cũng chạy trốn sang Đông Đột Quyết.
Vào một ngày, có thể là vào năm 622, do cả Đường thư và Tân Đường thư đều ghi rằng các chiến dịch của Lưu Vũ Chu kéo dài trong 6 năm- Lưu Vũ Chu đã cố quay trở về Mã Ấp để tái lập lực lượng, chống lại lệnh của Đông Đột Quyết, và khi việc này bị phát hiện, ông đã bị xử tử.